# IC 5146
Az IC 5146 (más néven Caldwell 19) egy nyílthalmaz és köd a Cygnus (Hattyú) csillagképben.

## Felfedezése
A ködöt Edward Barnard fedezte fel 1893. október 11-én.

## Tudományos adatok
Halvány gömbszerű köd, bolyhos megjelenéséről a Selyemgubó-köd nevet kapta. Központi csillaga nagyon fiatal, körülbelül 100 000 éves.